# Bayswater
Bayswater es una zona dentro de la Ciudad de Westminster y el Municipio Real de Kensington y Chelsea en el centro de Londres. Es un distrito residencial ubicado a 4,8 km al oeste-noroeste de Charing Cross, al norte de Hyde Park y con una densidad de población de 17.500 personas por kilómetro cuadrado.
Bayswater es una de las zonas más cosmopolitas de Londres, donde una población local diversa se ve aumentada por una gran concentración de hoteles. Además de los ingleses nativos, hay una significativa población árabe hacia Edgware Road, una gran comunidad griega (atraída por la la catedral de Santa Sofía, muchos estadounidenses y la principal colonia brasileña de Londres. 
La zona tiene calles atractivas y plazas con jardín junto con casas victorianas de estuco, actualmente en su mayor parte subdivididas en pisos y pensiones. La propiedad va desde apartamentos muy caros a pequeños pisos tipo estudio. Hay también bloques de apartamentos construidos especialmente durante el período de entreguerras así como desarrollos más recientes, y una gran finca de protección oficial, el Hallfield Estate, de 650 apartamentos, diseñada por Sir Denys Lasdun y hoy en gran medida vendido.
Queensway y Westbourne Grove son las calles principales, ambas con muchos restaurantes de cocina étnica.

## Historia
La tierra a la que hoy se llama Bayswater perteneció a la abadía de Westminster cuando se recopiló el Domesday Book; el arrendatario más importante bajo el abad fue Bainiardus, probablemente el mismo asociado normando del Conquistador que dio su nombre al castillo de Baynard. No es fácil seguir el rastro posterior de la tierra que le perteneció: pero su nombre permanece durante largo tiempo asociado a parte de ella; y, en lo que se refiere al año 1653, una concesión del Parlamento del Abad o Capítulo describe "el campo común en Paddington" como algo que se encuentra "cerca de un lugar comúnmente llamado Baynard's Watering."[cita requerida] En 1720, las tierras del Deán y Capítulo se describen como ocupadas por Alexander Bond, de Bear's Watering, en la misma parroquia de Paddington.[cita requerida] Por lo tanto, puede razonablemente concluirse que esta porción de terreno, siempre distinguible por sus manantiales de excelente agua, en una ocasión proporcionó agua a Baynard, quien lo tenía, o su ganado; que la memoria de su nombre se conserva en el vecindario durante seis siglos; y que este lugar de abastecimiento de agua ahora se lo conoce por el nombre abreviado de Bayswater.

## Estaciones de metro más cercanas

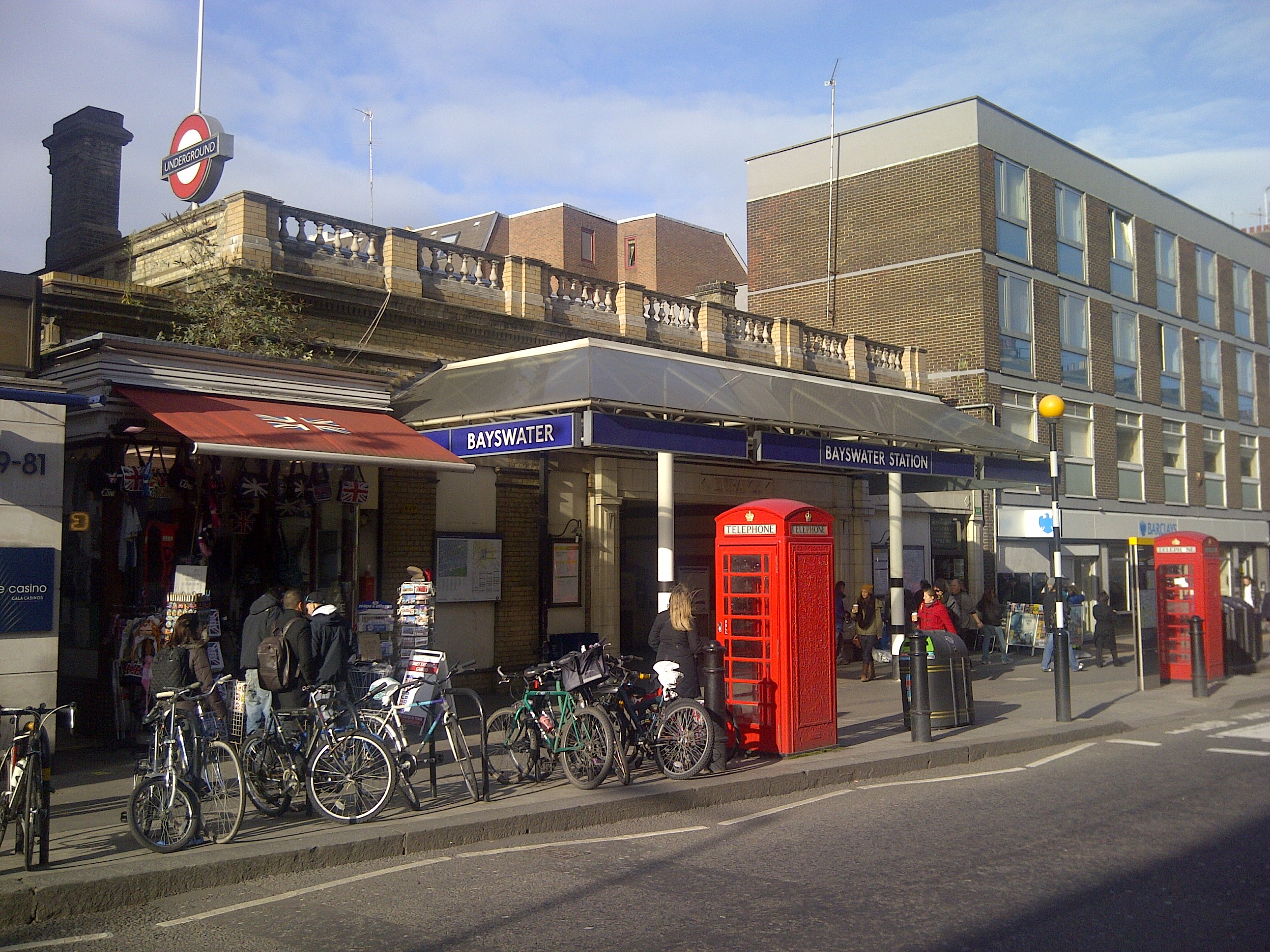
Estación de Bayswater

Las estaciones de metro más cercanas son Bayswater, Queensway, Royal Oak y Lancaster Gate.

## Lugares de interés
- Whiteleys Shopping Centre
- Marble Arch
- Hyde Park
- Catedral de Santa Sofía
- The Mitre (Bayswater)